# Kamern
Kamern är en kommun och ort i Landkreis Stendal i förbundslandet Sachsen-Anhalt i Tyskland.
De tidigare kommunerna Schönfeld och Wulkau uppgick i Kamern den 1 januari 2010.
Kommunen ingår i förvaltningsgemenskapen Elbe-Havel-Land tillsammans med kommunerna Klietz, Sandau (Elbe), Schollene, Schönhausen (Elbe), Wust-Fischbeck.